# 田辺誠 (ピアニスト)
田辺 誠（たなべ まこと、1964年 - ）は、日本のピアニスト。長崎県佐世保市在住。

## 人物
長崎県北松浦郡宇久町（現在の佐世保市宇久町）出身。大分県立芸術短期大学付属緑丘高等学校音楽科ピアノ専攻在学中に、大分県高等学校音楽コンクール ピアノ部門で1位特賞受賞。その後武蔵野音楽大学ピアノ科を卒業し、ピアニストとしての活動を行う。
西日本を中心に演奏活動を展開し、世界的な音楽家（1991年ソプラノ歌手の塩田美奈子や、1993年イタリアのソプラノ歌手ティツィアーナ・ドゥカーティ、1997年バイオリニストの潮田益子、1999年にはソプラノ歌手の佐藤美枝子）との共演も行った。
1997年より、福祉関係者に贈るコンサートシリーズを企画し、アクロス福岡シンフォニーホールなどで、リサイタルを行う。2002年、自叙伝「音楽にささえられて」が全国販売され、NHK福岡や長崎でのインタビュー番組、またNBCの報道センター特集などに出演。
鳥栖ピアノステップのオーディション審査や、長崎県新人演奏会オーディーション審査などを務める。
また教育機関での講演も行い、文化庁による「次代を担う子どもの文化芸術体験事業」平成25年度西諌早小学校での講演、。平成22年度「心に響く人生の達人セミナー」として長崎県立清峰高等学校体育館で講演した。

## エピソード
小学校6年生の時、重度の脊椎側弯症であることがわかり、長崎県諫早市の病院に2年間入院。失意の中、音楽の授業で聞いたショパンの曲に感銘を受け、ピアニストを志す。
その後、練習を続けることによって、施設の仲間を笑顔にすることができることや、自身のピアノで、同じ境遇のこどもたちに感動を与えることができることを知った。
「私は、以前から自分の体験を生かし、障害のある子供たちにピアノを通してエールを送ることができればと切に思っていた」と著書にあるように、福祉関係者に贈るリサイタルをボランティアで行った。

## テレビ
- 1997年6月19日　NHK長崎放送局　イブニング長崎　出演
- 2001年9月14日　NHK福岡放送局　情報番組　出演
- 2002年1月31日　NHK長崎放送局　インタビュー番組　出演
- 2003年2月14日　NBC長崎放送　　報道センター特集「音楽に支えられて」出演
- 2007年3月13日　NHK長崎放送局　もってこい長崎6　長崎この人　出演

## 著書
- 『音楽にささえられて』  2002年 東洋出版 ISBN 4809674312